# クレマン・マロ
クレマン・マロ（仏: Clément Marot, 1496年か1497年 - 1544年）は、ルネサンス期のフランスの詩人。

## 生涯
マロは、1496年から1497年の冬のいつか、ケルシー（en:Quercy）のカオールで生まれた。父親のジャン・マロ（en:Jean Marot）（des Mares、 Marais、Maretsという表記もある）はカーン出身のノルマン人で、かなり実力のある詩人だった。カオールには相当長い間住んでいて、2度結婚し、2度めの妻との間にクレマンをもうけた。
1506年、父親がフランス王妃アンヌ・ド・ブルターニュにescripvain（桂冠詩人と歴史家の中間）として仕えることになり、少年だったクレマンは、本人の言葉によると、「フランスに連れて行かれた」。長じてパリ大学に進み、法を学んだ。詩作は父親が指導した。
Rhétoriqueursと呼ばれる詩人たち（父親もその一人。en:Grands Rhétoriqueurs参照）の時代だった。詩人たちは大袈裟で衒学的な言葉と15世紀の寓意的な様式への執着とを結合させ、複雑かつ人工的な形式のバラード、ロンドーを作っていた。クレマン・マロは（後には投げ捨てることになる）こうした詩形を使って、フランソワ・ラブレーの「ラミナグロビス（Raminagrobis）」のモデルと言われるギヨーム・クレタンへの賛辞（en:Panegyric）を書いた。一方で、1512年、ウェルギリウスの第一『牧歌』を翻訳した（『La première Églogue des Bucoliques de Virgile』）。マロはまもなく法学の勉強を捨て、ヴィレロイの領主ニコラ・ド・ヌフヴィル（Nicolas de Neufville。同名の人物が数人いる）の従者になった。このヌフヴィルがマロを宮廷に紹介した。当時のフランスの王朝ヴァロワ家は文学に熱心だった。
1514年、マロは『Le Jugement de Minos（ミノスの審判）』を、王位継承直前のフランソワ1世に捧げた。そのすぐ後、マロはクロード・ド・フランスへの「facteur de la reine」と自分でそう呼んだか、あるいは呼ばれたかした。1519年、マロは芸術のパトロンとして知られるマルグリット・ダランソン（フランソワ1世の姉で、後のマルグリット・ド・ナヴァル）の従者の一員となった。マロはフランソワ1世のお気に入りでもあり、1520年の金襴の陣に参列し、詩でそれを祝った。翌1521年にはフランドルの野営地に赴き、戦争の恐ろしさを書いた。
マルグリットの宮廷にいた文人同様、あるいはそれ以上に、マロがマルグリットの趣味の良い作法、尽きない思いやり、賞賛すべき知的教養に魅せられたことは間違いない。しかし二人が恋愛関係にあったかどうかはわからない。いずれにせよ、感情かもしくは成熟した批評眼のどちらかが、マロのスタイルを大きく（おそらく良い方向に）変えた。ところでその頃、マロは「ディアーヌ」という女性を讃美する詩を書いた。その女性はディアーヌ・ド・ポワチエではないかと言う人もいるが、異論も多い。16世紀の詩人たちは相手の女性のことを偽名で呼ぶのが習わしだったからである。
1524年、マロはフランソワ1世のイタリア遠征に随行した。しかし、パヴィアの戦いでフランソワ1世が捕虜になった。マロが負傷したか、王と運命をともにしたかはわからない。いずれにせよ、1525年のはじめにマロはパリに戻った。やがて、マルグリットは知的な理由から、フランソワ1世は政治的な理由から、二人はこの時代を特徴づける人文主義と改革の二重の「啓蒙」運動を支持するようになった。しかし、革新への強力な抵抗が起こり、とくに慎重でもなかったマロは異端の罪で逮捕され、1526年2月、シャルトルに投獄された。しかし、マルグリットに代わって、友好的な高位聖職者たちが復活祭前にマロの解放を決めた。この投獄はマロに『l’Enfer（地獄）』という迫力ある詩を書かせた。この詩は後に友人のエティエンヌ・ドレに模倣された。マロの父親が亡くなったのはこの頃で、マロは父親の役職だった「王の従者」（en:Valet de chambre）に就いた。さらに1528年には、俸給250リーブルで、王室の一員となった。1530年頃、結婚した。1531年、再びマロはトラブルに見舞われ投獄されたが、この時も釈放された。この時、フランソワ1世に書いた釈放を乞う詩は有名なものである。
1532年、マロは『クレマンの若き日（L'Adolescence clémentine）』と題した最初の作品集を発表した。大変な好評で何度も版を重ねた。その中でも、ドレの1538年版が最も権威あるものと考えられている。1533年にはフランソワ・ヴィヨンの詩集を初出版した。 しかし、マロの敵たちは先の失敗にも挫けることなく、1534年の檄文事件にマロが関わったと訴えた。マロは逃亡した。ネラック、ナバラ宮廷を経て、マロが向かった先は、マルグリットの義理の姉妹で、フランス宗教改革の支援者だったルネ・ド・フランスのところだった。その領地（フェラーラ）はフランス国外だったからである。フェラーラでマロは、フランスのすべての詩人たちが模倣したブラゾン（Blasons。中世の手本を改良した記述的な詩）を含む作品を書いた。Thomas Sibiletは「ブラゾン」を、「相手に対する果てしない讃美、もしくは絶え間ない非難」と定義している。マロの追随者たちの「ブラゾン」は1543年に『Blasons anatomiques du corps féminin』という題名で出版された。
ルネ・ド・フランスは夫のエルコレ1世・デステにも自分と同じ考えになってくれるよう説得したが、できなかった。マロはフェラーラを去って、ヴェネツィアに行った。しかし、フランソワ1世の恩赦を得て、マロは安堵してフランスに戻り、リヨンで誓いを立てて異端を捨てた。1539年、フランソワ1世はマロに郊外の家と土地を与えた。
1541年、マロは『詩篇』をフランス語の韻文で翻訳して、出版した。この本は当時大流行となり、宮廷の有力者たちはそれぞれお気に入りの小品を選び、宮廷で、町中でそれを歌った。大袈裟かも知れないが、マロの『詩篇』はフランスでの宗教改革を推進したといえなくもない。聖典の散文による翻訳がフランスでさほど受け入れられなかったのは、たとえ場違いなテーマであれ、当時はまだ詩が散文より好まれていたからである。マロ訳の『詩篇』は、後にはプロテスタントの会衆を集めるために歌われるようになる。

しかし『詩篇』の出版は、ソルボンヌがマロを訴える機会を与えた。翻訳に誤りがあるというのである。マロはフランソワ1世に頼ることもできず、1542年、ジュネーヴに逃亡した。しかし運星はマロに味方しなかった。マロは多くの友人たち同様、プロテスタントとして宗教上の自由意志を持っていた。マロの評判はジャン・カルヴァンが厳格な統治を行うジュネーヴでは致命的だった。マロは再び逃亡し、ピエモンテへ向かう途上の1544年の秋、トリノで客死した。

## トリヴィア
- マロのテキストの多くはシャンソンとして曲を付けられた。特に同時代人のクローダン・ド・セルミジによるものが知られている。19世紀以降ではモーリス・ラヴェルやジョルジェ・エネスクも曲を付けている。
- ダグラス・ホフスタッターの著書『Le Ton beau de Marot』はマロの翻訳の問題を扱っていて、マロの詩『A une damoyselle malade（Ma mignonne）』の12の異なる翻訳が載っている。
- マロは、フランソワ1世の妃（ハプスブルク家のエレオノール）が毎晩、ベッドにミニョンヌという牝の子犬を連れて行った姿を詩に描いているが、ロジェ・グルニエは、ここでマロは、かのマルティアリスがプブリウス・リキニウス・クラッススの子犬イッサを讃えた作品を模倣しているのではないかと指摘している。[1]